# Chrysopogon
Chrysopogon es un género de plantas herbáceas de la familia de las poáceas. Es originario de las regiones tropicales y subtropicales del globo.

## Descripción
Es una especie perenne matojosa de hasta 80 cm de altura, que crece con una precipitación anual entre 300 y 1200 mm. Se considera una gramínea pratense útil y se ha utilizado para sobresiembra de las praderas naturales pobres. No debe pastarse durante el año de establecimiento. Apetecible y de bastante buen rendimiento.[cita requerida]

## Etimología
El nombre del género deriva del griego chrysos (de oro) y pogon (barba), aludiendo a pelos de color marrón dorado del callo de algunas especies.

## Citología
Número de la base del cromosoma, x = 5 y 10. 2n = 20 y 40. Cromosomas "pequeños". 

## Especies
- Chrysopogon aciculatus (Retz.) Trin.
- Chrysopogon aucheri (Boiss.) Stapf
- Chrysopogon fallax S.T.Blake
- Chrysopogon filipes (Benth.) Reeder
- Chrysopogon fulvus (Spreng.) Chiov.
- Chrysopogon gryllus (L.) Trin.
- Chrysopogon hackelii (Hook.f.) C.E.C.Fisch.
- Chrysopogon latifolius S.T.Blake
- Chrysopogon nigritanus (Benth.) Veldkamp
- Chrysopogon nodulibarbis (Steud.) Henrard
- Chrysopogon nutans Benth.
- Chrysopogon orientalis (Desv.) A.Camus
- Chrysopogon pauciflorus (Chapman) Benth. ex Vasey
- Chrysopogon plumulosus Hochst.
- Chrysopogon serrulatus Trin.
- Chrysopogon verticillatus (Roxb.) Trin. ex Steud.
- Chrysopogon zizanioides (L.) Roberty